# Simón de Bolívar y Castro
Simón de Bolívar y Castro, conocido como el Mozo, nació en Santo Domingo, Higüey, actual  República Dominicana.

## Biografía
Fue el hijo del primer miembro de la familia Bolívar que se estableció en la zona de la actual Venezuela, Simón de Bolívar y de la Rentería, casado con Ana Fernández de Castro y Montero, y realizó al igual que su padre servicios distinguidos a la Corona española durante la época de la conquista y colonización de América.
Se desempeñó como encomendero y contador de la Real Hacienda de Caracas. Contrajo matrimonio en 1592, con Beatriz Díaz Moreno y Rojas, hija de Alonso Díaz Moreno; fundador de Valencia (Venezuela) y tuvo dos hijos: Luisa y Antonio de Bolívar y Díaz Moreno, capitán de infantería. Este último sería tatarabuelo de Simón Bolívar.
Al morir su mujer entró en el sacerdocio, ejerciendo en Valencia y en los Valles de Aragua.
Entre sus descendientes se encuentran: Juan Agustín Bolívar, María Antonia Bolívar Palacios, Juana Bolívar Palacios, Juan Vicente Bolívar Palacios, Simón Bolívar, Guillermo Palacios Bolívar, Anacleto Clemente Bolívar, Fernando Bolívar, Henrique Capriles, Eugenio Mendoza Goiticoa, Eduardo Mendoza Goiticoa, Leopoldo López y Thor Halvorssen Mendoza.